# Klaus Peter (Mediziner)
Klaus Peter (* 14. September 1938 in Zobten, Landkreis Breslau, Provinz Niederschlesien) ist ein deutscher Anästhesist und Hochschullehrer an der Ludwig-Maximilians-Universität München.
Peter studierte von 1959 bis 1966 Medizin an der Ruprecht-Karls-Universität Heidelberg, an der er 1967 promoviert wurde. Danach absolvierte er von 1968 bis 1970 als wissenschaftlicher Assistent die Facharztausbildung in Anästhesiologie an der Abteilung für Anaesthesiologie der Chirurgischen Universitätsklinik Heidelberg (unter Otto Heinrich Just) und der Fakultät für klinische Medizin Mannheim (unter Horst Lutz) der Universität Heidelberg, an der er von 1972 bis 1976 Erster Oberarzt am Institut für Anästhesiologie und Reanimation war und sich 1972, dem Jahr seiner Facharztanerkennung für Anästhesiologie, habilitierte. 1974 wurde er dort außerplanmäßiger Professor und wirkte von 1975 bis 1976 als Prodekan der Fakultät für Klinische Medizin. Im Jahr 1976 wurde er Professor und Direktor des Instituts für Anästhesiologie (später Klinik für Anästhesiologie) der LMU München. Von 1983 bis 1989 war er auch Ärztlicher Direktor des Klinikums Großhadern. 1989 bis 2005 war er Dekan der Medizinischen Fakultät (und initiierte in dieser Zeit eine Ausbildungskooperation mit der Harvard Medical School, wirkte an der Gründung des Biomedizinischen Zentrums mit und betrieb die Fusion der Universitätskliniken Innenstadt und Großhadern, die 1999 vollzogen wurde), 2005 bis 2007 war er Ärztlicher Direktor des Universitätsklinikums München und 2007 wurde er emeritiert.
1999 bis 2010 war er Vorsitzender des ADAC-Ärztekollegiums. Er ist Ehrenmitglied der Deutschen, Österreichischen und Polnischen Gesellschaft für Anästhesiologie und Intensivmedizin. 1992 wurde er zum Mitglied der Leopoldina gewählt. 1995 erhielt er den Bayerischen Verdienstorden, 2000 die bayerische Auszeichnung Pro meritis scientiae et litterarum und 1993 das Bundesverdienstkreuz am Bande. Peter ist Ehrendoktor an der Medizinischen Akademie der Universität Breslau. Er ist Ehrenherausgeber der Zeitschrift Der Anaesthesist.
Er war maßgeblich an der Gründung der Medizinischen Fakultät in Regensburg beteiligt, war Herausgeber der Zeitschrift Der Anaesthesist und ist Ehrenmitglied der Universität Regensburg und der Humboldt-Universität Berlin und seit 2001 der Deutschen Gesellschaft für Chirurgie.

## Veröffentlichungen (Auswahl)
- als Hrsg. mit Peter Lawin und U. Hartenauer: Infektion – Sepsis – Peritonitis. 2. Internationales Symposium über aktuelle Probleme der Notfallmedizin und Intensivtherapie in Münster (= INA-Schriftenreihe. Band 37). Georg Thieme, Stuttgart / New York 1982, ISBN 3-13-634501-0.
- als Hrsg. mit Franz Jesch: Inhalationsanästhesie heute und morgen (= Anaesthesiologie und Intensivmedizin. Band 149). Springer-Verlag, Berlin 1982, ISBN 3-540-11756-3.
- als Hrsg. mit Franz Jesch. Hämodynamisches Monitoring. Workshop Erbach 14. Mai 1982 (= Anästhesiologie und Intensivmedizin. Band 156). Springer-Verlag, Berlin 1983, ISBN 3-540-12093-9.
- als Hrsg. mit Peter Lawin und Ralf Scherer: Maschinelle Beatmung: gestern – heute – morgen. Symposium in Münster. Georg Thieme Verlag, Stuttgart / New York 1984 (= INA. Band 48).